# Textfil
En textfil är en datafil som enbart innehåller text, det vill säga bokstäver, siffror, skiljetecken och tecken för nytt stycke. Textfiler har ofta filändelsen .txt.
Texten i en textfil kan vara sparad i olika teckenkodningar (som UTF-8 eller ISO 8859). Det som skiljer en textfil från övriga filformat är att den är avsedd att kunna läsas och vara begriplig som sådan (förutsatt att man använder rätt teckenkodning), utan att man använder något specifikt program. Filen bör inte innehålla kontrolltecken annat än sådana med vedertagen betydelse, såsom radbyten. 
Filer som tvärtom är avsedda att tolkas av ett program kallas binärfiler. Skillnaden ligger i hur innehållet är kodat, inte vad innehållet representerar. Sålunda är de flesta ordbehandlares filer binärfiler, trots att de representerar text, medan en textfil kan innehålla en bild i form av ASCII-konst.
Vissa operativsystem skiljer på text- och binärfiler och hanterar dem olika oberoende av själva innehållet. Till exempel DOS specialbehandlar tecknen för radbyte (ASCII CR följt av LF) och filslut (CTRL-Z, ASCII SUB), då de förekommer i vad som markerats som en textfil.
Många filer som innehåller programinställningar och annan liknande information består också av text, även om formatet då är bundet och filändelserna kan variera. Inom MIME betecknas vid sidan av rena textfiler (text/plain) också andra filer förståeliga utan specifika hjälpprogram som text. Det specifika formatet anges då som en undertyp, till exempel text/sgml eller text/tab-separated-values.
Ett problem med textfiler är att teckenkodningen ofta inte är specificerad. Om ett program skriver en textfil i UTF-8, medan ett annat förväntar sig att läsa ISO 8859, blir det problem. Några filformat (som till exempel XML) löser detta genom att kräva att teckenkodningen specificeras i början av textfilen, men sådana konventioner gäller inte alla textfiler (och kräver kod som gör att det inte längre handlar om en ren textfil).
Också filer med samma teckenkodning kan skilja vad gäller konventionerna för radbyte, dels huruvida en rad skall avslutas med radbyte, vagnretur eller vagnretur och radbyte, dels hur man skiljer på mjuka radbyten (som kan ändras enligt spaltbredd), fasta radbyten och markering av nytt stycke.